# Surgut
Surgut (ru. Сургут) este un oraș din Hantia-Mansia, Federația Rusă, cu o populație de 285.027 locuitori.
1. ↑   http://admsurgut.ru/rubric/335/Biografiya Lipsește sau este vid: |title= (ajutor)